# Machaerium violaceum
Machaerium violaceum är en ärtväxtart som beskrevs av Julius Rudolph Theodor Vogel. Machaerium violaceum ingår i släktet Machaerium och familjen ärtväxter. Inga underarter finns listade i Catalogue of Life.